# 三浦樗良
三浦 樗良（みうら ちょら、享保14年〔1729年〕 - 安永9年11月16日〔1780年12月11日〕）は江戸時代中期の俳諧師。名は元克、字は冬卿、通称勘右衛門、法号玄仲、別号に一呆廬・二股庵・無為庵。

## 来歴
志摩国答志郡鳥羽城下の大里（現・三重県鳥羽市鳥羽二丁目）で生まれ、伊勢国度会郡山田（現・伊勢市）に出て和田希因に入門する。伊勢俳諧の伝統がある紀伊長島の貞門系の百雄に学び、次第に伊勢派に近づき「我庵」で自風を確立。一時江戸に出るが窮乏、帰郷して俳諧宗匠として安定した生活を送る。その後京都木屋町に無為庵を薄し、与謝蕪村周辺とも交流があった。中興期俳諧の一翼を担い、俳諧中興の六客の1人に数えられた。晩年は仏門に入り、玄伸と名乗った。安永9年（1780年）、伊勢国山田にて52歳で死去。墓は伊勢市尾上町の寿厳院に構えられている。同院には、山田で詠んだ「わか庵は 榎はかりの おちは哉」の句碑（落葉塚）もある。

## 著書
- 『樗良文集』[4]
- 『樗良発句集』[4]
- 『七部集』[4]
- 『白頭鴉集』[4]
- 『雪の花』[4]
- 『花七日』[4]
- 『きくの香』[4]
- 『時雨のあめ』[4]
- 『仏の座』[4]
- 『一日行脚』[4]